# 한강리역
한강리역(漢江里驛)은 서울특별시 용산구 한남동에 위치한 경원선의 철도역이다.

## 연혁
- 1931년 6월 15일 : 영업 개시[1]
- 1944년 3월 31일 : 폐역[2]

## 자료 출처
1. ↑  조선총독부 고시 제303호(1931.06.01)
2. ↑  1944년 3월 29일 조선총독부관보 고시 제 523호